# ザ・テレビジョン (テレビ番組)
『ザ・テレビジョン』は、1978年10月6日から1981年3月27日まで、および1985年4月13日から同年6月29日までの2期にわたってテレビ東京（第1期当時は東京12チャンネル）で放送されたバラエティ番組である。

## 概要
海外の天才奇才のテレビマンたちが、思う存分才能を発揮して制作したテレビ番組を紹介するバラエティショー。海外の様々なテレビ番組を紹介する番組で、金曜深夜に放送された第1期は2年半続いた。
海外の人気番組を紹介する先駆け的番組だった。現在も放送中の『世界まる見え! テレビ特捜部』（日本テレビ系）の原点がここにある。
第1期の終了から4年後に土曜20時台で復活したが、3か月で放送が終わった。なお、同年10月からこの番組から派生した『どっきりカメラUSA』が6か月間放送された。
テレビ岩手で放送された同名のタイトル『ザ・テレビジョン』は平日の週1回30分間放送の音楽番組であり全く関係ない。
KADOKAWAから刊行されている同名のテレビ情報誌『ザテレビジョン』とも全く関係ない。

## 放送時間
いずれもJST。

### 第1期
- 金曜 23:00 - 24:25 （1978年10月6日 - 1978年12月29日）
- 金曜 22:30 - 23:55 （1979年1月5日 - 1981年3月27日）

### 第2期
- 土曜 20:00 - 20:54 （1985年4月13日 - 1985年6月29日）

## サブタイトル

### 第2期
1. 大爆笑ビザー!
2. 本家本元!世界どっきりカメラ
3. 最新版!驚異の大マジック
4. 突撃チョンボ集「ギズモ」
5. ジューン・コリンズこきおろし大会
6. 世界爆笑10大フォーカス
7. 世界の超ぜいたく大探検
8. 全英おもしろスポーツ選手権
9. 大爆笑ビザー2
10. 緊急放送!トニー賞決定
11. 「ポリスアカデミー2」裏オモテ特集
12. 大爆笑ビザー3